# Belgium közigazgatási területei
Belgium közigazgatási területei:

## Közösségek
| Közösségek          | Flamand Közösség                        | Francia Közösség                     | Német nyelvi közösség         |
| Holland neve        | Vlaamse Gemeenschap                     | Franse Gemeenschap van België        | (Duitstalige Gemeenschap)     |
| Francia neve        | (Communauté flamande)                   | (Communauté française de Belgique)   | (Communauté germanophone)     |
| Német neve          | (Flämische Gemeinschaft)                | (Französische Gemeinschaft Belgiens) | Deutschsprachige Gemeinschaft |
| Térképe             |                                         |                                      |                               |
| Zászlója            |                                         |                                      |                               |
| Székhelye           | Brüsszel (a flamand régióval közös)     | Brüsszel                             | Eupen                         |
| Vezetője            | Kris Peeters (a flamand régióval közös) | Rudy Demotte                         | Karl-Heinz Lambertz           |
| Hivatalos weboldala | www.flanders.be                         | www.cfwb.be                          | www.dglive.be                 |

## Régiók
| Régió                    | Flandria                                                         | Vallónia                                        | Brüsszel fővárosi régió                        |
| Holland neve             | Vlaams Gewest                                                    | (Waals Gewest)                                  | Brussels Hoofdstedelijk Gewest                 |
| Francia neve             | (Région flamande)                                                | Région wallonne                                 | Région de Bruxelles-Capitale                   |
| Német neve               | (Flämische Region)                                               | Wallonische Region                              | (Region Brüssel-Hauptstadt)                    |
| Térképe                  |                                                                  |                                                 |                                                |
| Zászlója                 |                                                                  |                                                 |                                                |
| Székhelye                | Brüsszel                                                         | Namur                                           | Brüsszel                                       |
| Területe                 | 13 522 km² (Belgium 44,29%-a)                                    | 16 844 km² (Belgium 55,18%-a)                   | 161 km² (Belgium 0,53%-a)                      |
| Tartományok              | Antwerpen Limburg Flamand-Brabant Kelet-Flandria Nyugat-Flandria | Hainaut Vallon-Brabant Namur Liège Luxembourg   | nincs                                          |
| Önálló települések száma | 308                                                              | 262                                             | 19                                             |
| Lakosság                 | 6 161 600 [2008] (Belgium lakosságának 57,76%-a)                 | 3 456 775 [2008] (Belgium lakosságának 32,4%-a) | 1 048 491[2008] (Belgium lakosságának 9,82%-a) |
| Népsűrűség               | 442 fő/km²                                                       | 199 fő/km²                                      | 6,238 fő/km²                                   |
| Vezetője                 | Kris Peeters                                                     | Rudy Demotte                                    | Charles Picqué                                 |
| Hivatalos weboldala      | www.flanders.be                                                  | www.wallonie.be                                 | www.brussels.irisnet.be                        |

## Tartományok
- Flandriában:
  - Kelet-Flandria
  - Nyugat-Flandria
  - Flamand-Brabant
  - Limburg
  - Antwerpen
- Vallóniában:
  - Luxembourg
  - Liège
  - Hainaut
  - Vallon-Brabant
  - Namur

A brüsszeli régiót nem osztották tovább tartományokra.

## Járások
A belga járások ((hollandul) arrondissementen; (franciául) arrondissements; németül: Bezirke) a tartományok és a községek közé eső közigazgatási és alapfokú igazságszolgáltatási egységek, . A járásokat általában a járásban található legnagyobb városról, a járás székhelyéről nevezik el. A járások nem rendelkeznek képviselőtestülettel, sem politikai vagy közigazgatási vezetővel, csak a NUTS statisztikai rendszer 3. szintjének megfelelő közigazgatási egységet képviselnek.

## Községek
Az 1960-as és 70-es években végrehajtott közigazgatási reform során a kisebb településeket általában egy nagyobb várossal vonták össze és alakították ki a „község” ((hollandul) gemeenten; (franciául) communes; németül: Gemeinden) alapfokú közigazgatási egységét. Ezek a belga közigazgatási rendszer legkisebb, önálló képviselőtestülettel és választott vezetővel rendelkező egységei. Ezekhez a községekhez több kisebb résztelepülés (deelgemeente, sections de commune, ancienne commune vagy commune avant fusion) tartozik. Ma csak azokat a résztelepüléseket tartják számon, amelyek 1961. január 1., a közigazgatási reform hivatalos kezdete előtt önálló települések voltak. A reform során a jelenlegi résztelepülések önálló kormányzata és képviselő testülete megszűnt. A 100 000-nél nagyobb lakosú városoknak megvan a joga, hogy a résztelepülésekhez hasonlóan a várost kerületekre ossza fel, és azokban önálló kerületi képviselő testületet hozzon létre; ezzel eddig csak Antwerpen élt, a várost kilenc körzetre osztották.
Belgiumnak ennek alapján, majd további összevonások nyomán 2019-től összesen 581 községe van, 300 közülük öt tartományban Flandria területén, 262 ugyancsak 5 tartományban Vallóniában, a fennmaradó 19 pedig Brüsszel fővárosi régió területén. Egy-egy községben számos település, gyakran város is tömörül.

### Belgium legnagyobb városai
1. Antwerpen (457 749)
2. Gent (230 951)
3. Charleroi (201 373)
4. Liège (185 574)
5. Brugge (117 327)
6. Namur (106 767)
7. Mons (91 083)
8. Leuven (89 910)
9. Mechelen (77 480)
10. Aalst (77 007)
11. La Louvière (76 896)
12. Kortrijk (73 625)
13. Hasselt (69 538)
14. Sint-Niklaas (69 082)
15. Oostende (68 594)
16. Tournai (67 476)
17. Genk (63 607)
18. Seraing (60 728)
19. Roeselare (55 380)
20. Verviers (52 820)
21. Mouscron (52 534)
22. Beveren (45 593)
23. Dendermonde (43 081)
24. Beringen (40 849)
25. Turnhout (39 561)
26. Dilbeek (39 288)
27. Heist-op-den-Berg (38 126)
28. Sint-Truiden (37 989)
29. Lokeren (37 515)
30. Brasschaat (37 180)
31. Vilvoorde (36 956)
32. Herstal (36 832)
33. Braine-l’Alleud (36 803)
34. Maasmechelen (36 175)
35. Waregem (35 919)
36. Châtelet (35 475)
37. Ninove (35 373)
38. Ypres (34 949)
39. Geel (34 758)
40. Halle (34 679)
41. Knokke-Heist (33 823)
42. Grimbergen (33 571)
43. Schoten (33 230)
44. Lier (32 947)
45. Mol (32 476)
46. Binche (32 394)
47. Menen (32 325)
48. Wavre (32 023)
49. Evergem (31 963)
50. Tienen (31 746)
51. Lommel (31 616)
52. Geraardsbergen (31 089)
53. Wevelgem (31 059)
54. Heusden-Zolder (30 648)
55. Sint-Pieters-Leeuw (30 637)

## A Brüsszel fővárosi régió önkormányzatai („községei”)
A Brüsszel fővárosi régió az alábbi községekből áll :
1. Brüsszel (142 853)
2. Schaarbeek/Schaerbeek (110 375)
3. Anderlecht (93 808)
4. (Sint-Jans-)Molenbeek-Saint-Jean (78 520)
5. Elsene/Ixelles (77 729)
6. Ukkel/Uccle (74 976)
7. (Sint-Lambrechts-)Woluwe-Saint-Lambert (47 845)
8. Vorst/Forest (47 555)
9. Sint-Gillis/Saint-Gilles (43 733)
10. Jette (42 250)
11. Etterbeek (41 097)
12. (Sint-Pieters-)Woluwe-Saint-Pierre (37 920)
13. Evere (33 069)
14. Oudergem/Auderghem (29 265)
15. Watermaal-Bosvoorde/Watermael-Boitsfort (24 314)
16. Sint-Joost-ten-Node/Saint-Josse-ten-Noode (23 142)
17. Ganshoren (20 609)
18. (Sint-Agatha-)Berchem-Sainte-Agathe (19 968)
19. Koekelberg (17 721)